# Cloroma
La cloroma o sarcoma mieloide  è una forma di neoplasia maligna di caratteristico colore verde.

## Caratteristiche
Di diffusione rara colpisce in casi di leucemia mieloide acuta. Per il suo colore (mostra anche particolari sfumature rosse agli esami) viene chiamato anche cancro verde. La prognosi è infausta.

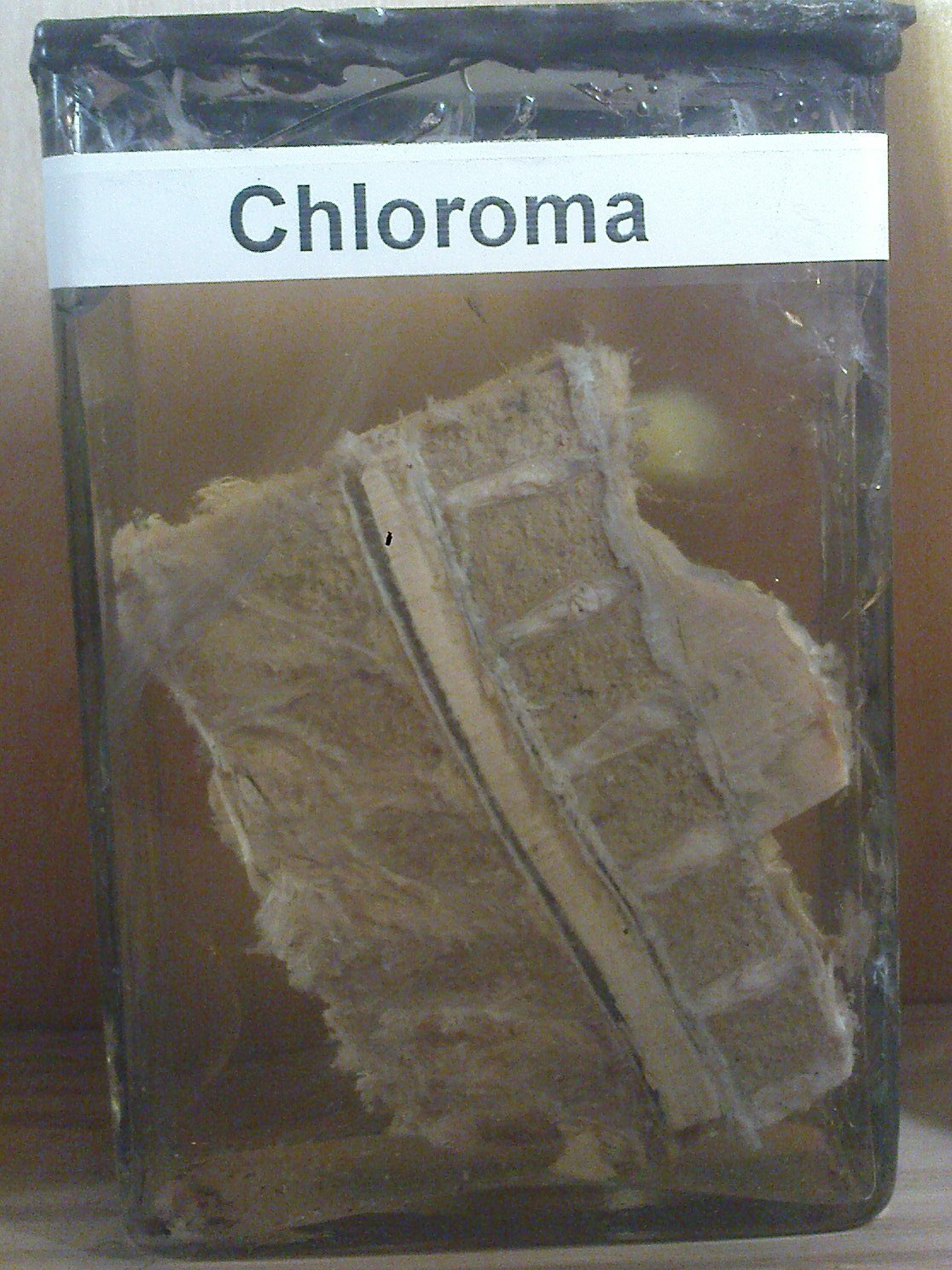
Cloroma asportato